# Охотский район
Охотский муниципальный округ — административно-территориальная единица (округ) и муниципальное образование (муниципальный округ) в Хабаровском крае Российской Федерации.
Административный центр — рабочий посёлок Охотск.

## География
Охотский муниципальный округ — самый северный район Хабаровского края, расположен вдоль северо-западного побережья Охотского моря. Длина береговой линии составляет 520 км. Общая площадь округа — 162 830 км², максимальное удаление северо-восточной границы округа от береговой линии — 360 км. Округ граничит на севере и северо-западе с Республикой Саха (Якутия), на северо-востоке с Магаданской областью, на юго-западе с Аяно-Майским районом Хабаровского края.
Поверхность округа — система горных хребтов и отрогов (Джугджур, Юдомо-Майский, Прибрежный, Сунтар-Хаята, Юдомский, Ульбейский), прорезанных сетью речных долин. По побережью от реки Ульи до реки Иня идёт 200-километровая полоса — Приморская низменность, сливающаяся с Нижнекухтуйской равниной и достигающая наибольшего развития по рекам Охоте и Кухтую.
Основные реки: Ленский бассейн — Юдома, Мая, Аллах-Юнь; бассейн Охотского моря — Иня, Ульбея, Охота, Кухтуй, Урак; бассейн Восточно-Сибирского моря — Кулу (Колыма). Реки несудоходны, только в устья заходят катера и баржи грузоподъёмностью до 500 т (в устье Кухтуя — до 100 т). Наиболее крупные озёра: Тунгар, Хизинджа, Номанкур, Хэл-Дэги.
В состав района входит необитаемый остров Ионы в Охотском море.

## Природные ресурсы
Охотский округ принадлежит к лесотундровой зоне, преобладающей породой является лиственница, древостои характеризуются однообразием состава, редколесьем. Леса Охотского округа не образуют сплошных массивов, под влиянием суровых климатических условий они произрастают небольшими площадями в зависимости от рельефа и экспозиции склона. Площадь лесов составляет 2500,7 тыс. га, или 18 % территории района, а с учётом редин, имеющих в подлеске кедровой стланик, процент лесистости составит 34 %. Значительная часть территории покрыта мхами и лишайниками.
Животный мир округа: хищные — медведь, волк, рысь, росомаха, лисица, соболь, горностай, выдра, норка, колонок, ласка; грызуны — белка, белка-летяга, бурундук, заяц-беляк; копытные — лось, дикий северный олень, снежный баран, кабарга; птицы — каменный глухарь, рябчик, куропатка, утки, гуси, лебеди, ворон, гагары, кедровка, кулики, ястреб, орёл, сова.
Ихтиофауна: щука, ленок, хариус, сиг, карась, камбала — обитают в реках и озёрах района. В реках Охотского бассейна имеется: ленок, хариус, а также для нереста заходит кета, горбуша, голец, нерка, кижуч. В открытых водоёмах Охотского моря ловится нерестовая сельдь. Фауна северной части Охотского моря насчитывает 123 вида рыб. Промысловое значение имеют лососёвые, сельдь, палтус, треска, навага, минтай, мойва, креветки, крабы.
Недра богаты полезными ископаемыми: золото-серебряные руды (месторождение Хаканджинское, Светлое, Хоторчан), россыпное золото, бурый уголь (Охотский угленосный район). Выявлены месторождения полудрагоценных камней (сердолик, агат, горный хрусталь, морион, халцедон и др.), поделочно-облицовочные породы (мареканит, сферолитовые камни и др.). Район также богат строительными материалами: гранит, базальты и их туфы, гравий, песок, бутовый камень и др.

## Климат
Климат округа суровый, неоднородный. Резко континентальный в глубине материка, в прибрежной части смягчается морем. почти вся территория лежит в зоне вечной мерзлоты. Летом земля оттаивает на 70 см. В континентальной части безморозный период 60 дней. Среднегодовая температура −5,2°C, на значительной части температура января −40 °C (абсолютный минимум −58 °C). Самый теплый месяц — июль, средняя температура +15 °C, абсолютный максимум +35 °C). Снежный покров держится с начала октября до конца мая. Среднегодовое количество осадков 308 мм. До 350 дней в году с ветрами.

## История
Район образован 4 января 1926 года в составе Дальневосточного края, с 20 октября 1938 года в составе Хабаровского края. До 1956 года был в состав Нижнеамурской области.
Первые русские землепроходцы появились на побережье Охотского (тогда Ламского) моря к началу 1640-х годов. В 1647 году отряд казака С. А. Шелковникова заложил ясачное зимовье-острог. Это и стало основой Охотска. По указу Петра I в 1716 году установлено постоянное морское сообщение с Камчаткой, на верфях начато строительство морских судов. Охотск становится отправным пунктом для всех экспедиций, проводивших исследования на северо-востоке и открывших с запада Северную Америку. С 1731 по 1849 год Охотск — главный порт России на Тихом океане, здесь положено начало Тихоокеанскому флоту. Связан с именами Беринга, Чирикова, Биллингса, Шелехова и многих других выдающихся мореплавателей-исследователей. В Охотске основано первое на дальневосточном Севере промышленное предприятие — кирпичный завод, продукция которого поставлялась в Америку, Японию и другие страны.
Постановлением Президиума ВЦИК 4 января 1926 года был образован Охотский район в составе Дальневосточного края (ДВК). На момент образования численность населения — 2774 чел., из них 1593 вели кочевой образ жизни. В хозяйствах было 15,5 тыс. оленей, 109 лошадей, 122 коровы, 326 ездовых собак. Основа хозяйствования — традиционные отрасли: сезонный лов рыбы, оленеводство, охота на морского и пушного зверя, добыча золота. В 50-е годы создан Охотско — Аянский рыбтрест, началось строительство рыбопромышленных предприятий, образовались первые колхозы.
В 1994 году в целях сохранения и развития традиционных форм хозяйствования малочисленных народов Севера определена территория традиционного природопользования площадью 80 тыс. км².

## Население
| 1926    | 1933    | 1939    | 1959    | 1970    | 1979    | 1989    | 1992    | 2000    |
| ------- | ------- | ------- | ------- | ------- | ------- | ------- | ------- | ------- |
| 3466    | ↗6500   | ↗11 313 | ↗28 370 | ↘22 099 | ↘18 583 | ↗19 183 | ↗19 500 | ↘14 700 |
| 2002    | 2004    | 2008    | 2009    | 2010    | 2011    | 2012    | 2013    | 2014    |
| ↘12 017 | ↘11 938 | ↘10 400 | ↘10 042 | ↘8197   | ↘8089   | ↘7723   | ↘7435   | ↘7139   |
| 2015    | 2016    | 2017    | 2018    | 2019    | 2020    | 2021    | 2023    | 2024    |
| ↘6988   | ↘6717   | ↘6634   | ↘6527   | ↘6370   | ↘6121   | ↘6106   | ↘6083   | ↗6326   |
| 2025    |         |         |         |         |         |         |         |         |
| ↘6055   |         |         |         |         |         |         |         |         |

В 1989 году в районе проживало 19 183 человека. Численность населения района снижается преимущественно за счёт оттока населения в другие районы РФ с более благоприятным для проживания климатом, а также безработицы, вызванной прекращением деятельности большинства  предприятий в 1990-е годы.
Динамика численности наличного населения в разрезе населённых пунктов Охотского района за период 2002—2007 годов.
| № п/п          | Наименование н. п. | Площадь, км² | Численность (человек) по годам: | Численность (человек) по годам: | Численность (человек) по годам: | Численность (человек) по годам: | Численность (человек) по годам: | Численность (человек) по годам: |
| № п/п          | Наименование н. п. | Площадь, км² | 2002                            | 2003                            | 2004                            | 2005                            | 2006                            | 2007                            |
| -------------- | ------------------ | ------------ | ------------------------------- | ------------------------------- | ------------------------------- | ------------------------------- | ------------------------------- | ------------------------------- |
| 1              | Охотск             | 6,05         | 5918                            | 5819                            | 5389                            | 5215                            | 5050                            | 4944                            |
| 2              | Резиденция         | 0,57         | 270                             | 277                             | 200                             | 246                             | 157                             | 199                             |
| 3              | Кирпичный          | 0,2          | 5                               | 3                               | 2                               | 3                               | 2                               | 2                               |
| 4              | Аэропорт           | 5,88         | 751                             | 698                             | 677                             | 633                             | 612                             | 600                             |
| 5              | Булгин             | 1,59         | 749                             | 731                             | 667                             | 740                             | 716                             | 720                             |
| 6              | Вострецово         | 0,87         | 1002                            | 1094                            | 997                             | 1015                            | 777                             | 758                             |
| 7              | Новое Устье        | 1,2          | 678                             | 657                             | 580                             | 583                             | 526                             | 450                             |
| 8              | Морской            | 0,33         | 359                             | 352                             | 290                             | 280                             | 280                             | 276                             |
| 9              | Иня                | 2,55         | 673                             | 683                             | 648                             | 624                             | 555                             | 562                             |
| 10             | Новая Иня          | 3,06         | 801                             | 737                             | 709                             | 674                             | 623                             | 626                             |
| 11             | Арка               | 0,67         | 1020                            | 1058                            | 998                             | 968                             | 954                             | 938                             |
| 12             | Нядбаки            | 0,07         | 97                              | 91                              | 81                              | 88                              | 86                              | 78                              |
| 13             | Усчан              | 0,08         | 98                              | 89                              | 81                              | 91                              | 88                              | 91                              |
| 14             | Кетанда            | 0,02         | 104                             | 84                              | 75                              | 70                              | 56                              | 62                              |
| Всего по н. п. | Всего по н. п.     | 23,14        | 12525                           | 12373                           | 11394                           | 11230                           | 10482                           | 10306                           |

Гендерный состав
Согласно переписи 2002 года 50,1 % мужчин и 49,9 % женщин.

### Урбанизация
В городских условиях (рабочий посёлок Охотск) проживают 51,82 % населения района.

### Национальный состав
По данным Всероссийской переписи населения 2010 года, в районе проживали представители более 30 национальностей.
Одной из особенностей района является проживание здесь населения, относящегося к коренным малочисленным народам Севера. Места компактного проживания коренных малочисленных народов Севера — село Арка (с посёлками оленеводов Кетанда, Черпулай), село Иня (с посёлками оленеводов Нядьбаки, Усчан), село Вострецово.
Численность коренных малочисленных народов Севера по району на 14 октября 2010 года составляла 1085 человека (13,2 % от общей численности населения района), из них эвены — 949 (87,4 %), эвенки — 120, удэгейцы — 6, негидальцы — 5, нивхи — 4, нанайцы — 1.

#### Естественное движение
Рождаемость, смертность, естественный прирост (убыль) населения
| Годы | Число родившихся | Число умерших | Естественный прирост | Рождаемость (‰) | Смертность (‰) | Е.п (‰) |
| ---- | ---------------- | ------------- | -------------------- | --------------- | -------------- | ------- |
| 2001 | 116              | 194           | −78                  | 9,26            | 15,49          | −6,23   |
| 2002 | 133              | 204           | −71                  | 10,75           | 16,49          | −5,74   |
| 2003 | 135              | 206           | −71                  | 11,85           | 18,08          | −6,23   |
| 2004 | 120              | 233           | −113                 | 10,69           | 20,75          | −10,06  |
| 2005 | 133              | 223           | −90                  | 12,69           | 21,27          | −8,59   |
| 2006 | 125              | 193           | −68                  | 12,13           | 18,73          | −6,60   |
| 2007 | 102              | 192           | −90                  | 10,00           | 18,90          | −8,90   |
| 2008 |                  |               |                      |                 |                |         |
| 2009 |                  |               |                      |                 |                |         |
| 2010 | 120              | 159           | −39                  | 14,83           | 19,66          | −4,82   |
| 2011 | 98               | 157           | −59                  | 12,69           | 20,33          | −7,64   |
| 2012 | 117              | 153           | −36                  | 15,74           | 20,58          | −4,84   |
| 2013 | 127              | 143           | −16                  | 17,79           | 20,03          | −2,24   |
| 2014 | 128              | 148           | −20                  | 18,32           | 21,18          | −2,86   |
| 2015 | 109              | 123           | −14                  | 16,23           | 18,31          | −2,08   |
| 2016 | 97               | 113           | −16                  | 14,62           | 17,03          | −2,41   |

## Муниципально-территориальное устройство
В Охотский муниципальный округ входят 8 муниципальных образований нижнего уровня, в том числе 1 городское и 7 сельских поселений:
| №        | Муниципальное образование | Административный центр | Количество населённых пунктов | Население | Площадь, км² |
| -------- | ------------------------- | ---------------------- | ----------------------------- | --------- | ------------ |
| 1e-06    | Городское поселение:      |                        |                               |           |              |
| 1        | посёлок Охотск            | рабочий посёлок Охотск | 1                             | ↘3257     | 15,68        |
| 1.000002 | Сельское поселение:       |                        |                               |           |              |
| 2        | Аркинское                 | село Арка              | 1                             | ↗634      | 51290,89     |
| 3        | Булгинское                | село Булгин            | 2                             | ↘743      | 8,71         |
| 4        | село Вострецово           | село Вострецово        | 1                             | ↗421      | 7,17         |
| 5        | Инское                    | посёлок Новая Иня      | 5                             | ↗596      | 46930,35     |
| 6        | посёлок Морской           | посёлок Морской        | 1                             | ↘112      | 1,10         |
| 7        | посёлок Новое Устье       | посёлок Новое Устье    | 1                             | ↗218      | 30,04        |
| 8        | Резидентское              | село Резиденция        | 1                             | ↘50       | 44,66        |

### Населённые пункты
13 населённых пунктов, в том числе 1 городской (рабочий посёлок) и 12 сельских.
| №  | Населённый пункт | Тип             | Население | Муниципальное образование                |
| -- | ---------------- | --------------- | --------- | ---------------------------------------- |
| 1  | Арка             | село            | ↗634      | Аркинское сельское поселение             |
| 2  | Аэропорт         | посёлок         | ↘299      | Булгинское сельское поселение            |
| 3  | Булгин           | село            | ↘444      | Булгинское сельское поселение            |
| 4  | Вострецово       | село            | ↗421      | сельское поселение «Село Вострецово»     |
| 5  | Иня              | село            | ↘243      | Инское сельское поселение                |
| 6  | Морской          | посёлок         | ↘112      | сельское поселение «Посёлок Морской»     |
| 7  | Новая Иня        | посёлок         | ↗286      | Инское сельское поселение                |
| 8  | Новое Устье      | посёлок         | ↗218      | сельское поселение «Посёлок Новое Устье» |
| 9  | Нядбаки          | село            | ↘28       | Инское сельское поселение                |
| 10 | Охотск           | рабочий посёлок | ↘3138     | городское поселение посёлок Охотск       |
| 11 | Резиденция       | село            | ↘50       | Резидентское сельское поселение          |
| 12 | Сельхозферма     | посёлок         | ↘5        | Инское сельское поселение                |
| 13 | Усчан            | посёлок         | ↘34       | Инское сельское поселение                |

### Упразднённые населённые пункты
село Кетанда, посёлки Кирпичный, Новая Земля, Островной, Центральный, Улья, метеостанции Ушки, Хейджан, населённые пункты Толмот, Чильчикан, Чекист, Пограничный, Урак, Западный, Краснореченское, Инская сельхозферма и др..

## Герб Охотского округа
В лазуревом поле над серебряной оконечностью, завершённой бегущими влево волнами — вверху золотой штандарт с орлом времён Екатерины II, древко которого положено поверх якорей того же металла накрест; внизу — выходящий червлёный шар (диск), окружённый в два ряда семью половинами малых шаров той же финифти (четверо снаружи; прямой стороной обращены к большому шару); все червлёные фигуры тонко окаймлены золотом.
Обоснование символики
Герб разработан с учётом исторического герба города Охотска Иркутского Наместничества, Высочайше утверждённого 26 октября 1790 года (по старому стилю), подлинное описание которого гласит: «Въ верхней части щита гербъ Иркутскій. Въ нижней части въ голубомъ полһ, положенные два якоря и надъ ними штандартъ, въ знакъ того, что въ семъ городһ находится портъ».
Охотская земля имеет богатую историю. Охотск основан в 1647 году отрядом казаков во главе с С. А. Шелковником, как зимовье и затем здесь был построен острог. В 1716 году на этом месте было спущено на воду первое, построенное на Тихоокеанском побережье судно — ладья «Восток», на котором был проложен морской путь на Камчатку. Долгое время Охотск был главным портом Тихоокеанского побережья и являлся одним из самых восточных городов России. Вся композиция герба подчёркивает уникальную историю Охотского края:
изображение якорей и Императорского штандарта показывает особую важность охотской земли как отправного пункта многих морских Тихоокеанских экспедиций на протяжении нескольких столетий; волны подчёркивают расположение района в прибрежной территории и символизируют важность морских ресурсов в жизни местного населения; солнце аллегорически указывает на лучшие качества жители района, которые одними из первых в нашей стране встречают рассвет — трудолюбие, радушие, оптимизм; в геральдике солнце — символ света, тепла и жизни. Золото в геральдике символизирует богатство, стабильность, уважение, интеллект.
Серебро — символ чистоты, совершенства, искренности, мира и взаимопонимания.
Лазоревый (синий, голубой) цвет — символ чести, благородства, возвышенных устремлений, а также водных просторов и чистого неба.
Червлёный (красный) цвет — символ мужества, силы, труда, красоты.
Чёрный цвет — символ мудрости, вечности, свободы.

## Местное самоуправление
Главы района
- с 2023 года — Климов Максим Александрович[44]

## Транспорт
В транспортном отношении Охотское побережье относится к числу сложных. Эти сложности определяются удалённостью от материковых портов, малыми сроками навигации (с конца мая до начала декабря), летними туманами, приливными и нагонными явлениями вблизи берега, отсутствием защищённых бухт, мелководьями, изменением русел рек и их устья, изменением глубин и ходов фарватеров, малыми глубинами причальных стенок. У причалов могут разгружаться суда водоизмещением до 2,5 тыс. т, более крупные суда разгружаются на рейде. Железные дороги в районе отсутствуют, автомобильных дорог очень мало, они в основном грунтовые, основной круглогодичной дорогой является трасса «Охотск—Резиденция—Булгин—Морской—Аэропорт». Значительную роль в транспортном обеспечении района играют зимники. В посёлке Аэропорт находится аэропорт Охотск, с которого осуществляются регулярные рейсы на Хабаровск и Николаевск-на-Амуре, а также вертолётное сообщение с остальными населёнными пунктами района.